# Зевакинский могильник

Зевакинский могильник (Zevakino) в границах Тюргешского каганата.

Зевакинский могильник — древние захоронения на территории Шемонаихинского района Восточно-Казахстанской области, вблизи села Зевакино, в долине реки Иртыш. Около 500 захоронений относятся к концу бронзовой эпохи.
В 1964—1974 годах исследовались археологической экспедицией Усть-Каменогорского педагогического института (рук. Ф. К. Арсланова). Во время раскопок собраны материалы по древней и средневековой истории Казахстана. Наземные сооружения в виде круглых оград возведены из кварцевого камня. Могилы изнутри выложены гранитными плитами или сланцами. Погребённые — в полусогнутом положении на правом боку, головой на запад. Найдены глиняная посуда с геометрическим узором, золотые и бронзовые украшения, бусы, наконечники стрел, кинжал, нож, игла, шило. Другая группа захоронений, которая включает комплекс с общей могилой, относится к раннему железному веку (9—8 века до н. э.).
Обнаружены военное оружие кимаков, конская утварь, железные ножи. Ценной находкой является бронзовое зеркало (9—11 веков) с тюркской рунической надписью. Культура тюркоязычных кимакских племён, образовавших объединение на территории Казахстана в 9—11 веках, долгое время изучалась с помощью памятников Зевакинского могильника и вошла в научную лексику как кимакская культура.
По всем признакам, отмечает Ф.X. Арсланова, «рассмотренные курганы наиболее близки к погребениям в Туве, относящимся к древним хакасам. Такая близость свидетельствует, по-видимому, о культурном и этническом взаимовлиянии племён, оставивших памятники в Туве и Верхнем Прииртышье. 